# IRacing
iRacing, anteriormente iRacing.com, es un videojuego en línea de automovilismo virtual por suscripción desarrollado y publicado por iRacing.com Motorsport Simulations en 2008. Todas las carreras y sesiones de entrenamiento están alojadas en los servidores del editor. El juego simula coches, pistas y eventos de carreras del mundo real, y hace cumplir las reglas de conducta modeladas en los eventos de carreras automovilísticas reales.

## Gameplay
iRacing sólo permite el uso de una vista realista de la cabina del piloto en las carreras oficiales, pero permitirá otras vistas de la cámara en las sesiones de prueba u otras sesiones si el anfitrión u organizador lo permite. La mayoría de los usuarios utilizan un volante con Force Feedback con pedales de gas, freno y embrague, así como palancas de cambio con patrón H y/o palancas secuenciales. El juego está desarrollado para imitar las carreras de coches con el mayor detalle posible.

## Competición
Cuando se crea la cuenta de usuario, el jugador comienza con una licencia de nivel Rookie en todas las categorías. Para avanzar a la licencia de nivel "D" y más allá, el usuario debe completar una serie de carreras con pocos o ningún accidente, incidentes fuera de la pista o pérdidas de control. A medida que el usuario logra las licencias de nivel superior, se califica para competir en series más oficiales.
Para la serie oficial estándar gestionada por iRacing, cada año civil se divide normalmente en cuatro temporadas de 12 semanas, con todas las sesiones de conducción de una serie que tienen lugar en una pista por cada semana durante las temporadas de 12 semanas. Los pilotos pueden participar en los entrenamientos, las clasificaciones, las pruebas cronometradas de licencia y las sesiones de carrera. La semana entre cada temporada se denomina "semana 13", y tiene su propio conjunto de series que cambian de pista cada día. Durante la semana 13 los pilotos no pueden completar las pruebas cronometradas, y por lo tanto no pueden aumentar el nivel de su licencia. La semana 13, en general, tiene una actitud más relajada, con énfasis en la diversión, más que en la competencia. La semana 13 está a menudo plagada de problemas con el servidor, ya que el propósito de la semana es la implementación de actualizaciones de software. También hay series no estándar, ejemplos de las cuales son la serie Rookie de cuatro semanas, IndyCar, Skip Barber y Grand-Am Premier, y la serie Pro. Las carreras que son organizadas por los miembros no tienen que seguir ningún programa oficial. Las series se dividen en dos categorías principales, ovalada y carretera, que a su vez se dividen en varias series de nivel de licencia desde Rookie a Pro, y un conductor debe obtener cada licencia para poder participar en las sesiones oficiales de la semana de carreras a su nivel de licencia. Si no se califica para la licencia correcta para una serie, los conductores pueden participar en las sesiones de práctica. La obtención de una licencia superior implica tanto la participación en competiciones en el nivel de licencia más alto actual del conductor como el logro de un registro mínimo de seguridad. Los requisitos para avanzar y los propios permisos son específicos de cada categoría, es decir, el conductor tiene un permiso separado para las categorías de carretera y oval.
Las carreras dentro del servicio son manejadas por un cuerpo sancionador llamado FIRST. Las reglas detalladas para la competición oficial se publican en el Código Deportivo FIRST, que los miembros registrados del servicio deben leer y aceptar como parte de los Términos de Servicio de los juegos. iRacing ejecuta varias series oficiales diferentes, pero los miembros también son libres de organizar sus propias sesiones en línea que se alojan en los servidores dirigidos por iRacing. En 2012, iRacing aumentó la capacidad de los usuarios de dirigir sus propias temporadas a través de "Ligas" en las que, por una cuota, los usuarios administranFI su propia liga, reclutan/aceptan pilotos y tienen una puntuación automatizada. Las sesiones organizadas por los miembros están libres de las restricciones de nivel de licencia. Además de participar en las diferentes sesiones públicas, un miembro puede utilizar un modo de prueba para conducir solo en cualquier pista con cualquier coche, suponiendo que haya comprado la licencia para utilizar el contenido.

## Desarrollo
La compañía detrás de iRacing.com, FIRST, LLC, fue establecida en Bedford, Massachusetts, en septiembre de 2004 por David Kaemmer y John W. Henry después de la desaparición de Papyrus Design Group, que Kaemmer también había cofundado. El servicio iRacing ha estado en desarrollo desde entonces, usando el código de la Temporada 2003 de Carreras NASCAR de Papyrus como punto de partida. Según Kaemmer, iRacing conserva el sistema de física multicuerpo de la Temporada 2003 de NASCAR Racing, así como parte de la presentación de la pista y el código de paquetes multiusuario, pero todo lo demás ha sido cambiado, o es completamente nuevo como el modelo de neumático y el motor gráfico. El servicio recibe actualizaciones regulares entre las temporadas de competición de 12 semanas.
En mayo de 2009, NASCAR e iRacing.com anunciaron un acuerdo de cinco años de una serie de carreras en línea sancionadas por NASCAR y el 13 de febrero de 2015, iRacing.com anunció una extensión de seis años de su acuerdo.  iRacing.com también provee el software usado en los simuladores del Salón de la Fama de NASCAR.

### Escaneo láser
iRacing copia las pistas del mundo real usando LIDAR. Esta tecnología hace que la geometría de la pista sea más precisa.

### Realidad virtual
Racing tiene un apoyo total tanto para el Oculus Rift CV1 como para el HTC Vive.

## Contenido
Si bien las licencias para 18 automóviles y 18 pistas que ofrecen un total de 30 configuraciones de pistas se proporcionan en el contenido básico de la suscripción, los usuarios deben adquirir licencias individuales para cada vehículo y pista adicional que deseen conducir. El juego ofrece 94 circuitos. Este total incluye dos de los circuitos del servicio que han sido escaneados y reproducidos (Daytona y Phoenix), debido a las modificaciones realizadas en el circuito desde que fueron producidos originalmente para iRacing, dos Tech Tracks (New Jersey Motorsports Park y Long Beach Street Circuit), disponibles para pruebas de conducción y sesiones de conducción mientras se encuentran en un estado incompleto, así como un circuito ficticio de iRacing que es una pista de derrape llamada "Centripetal Circuit", destinada a ser utilizada en la adquisición de datos sobre la dinámica de tu vehículo.
Manteniéndose fieles a su enfoque de seguir siendo una simulación de deportes de motor, los vehículos de iRacing.com son casi exclusivamente modelos digitales de coches de carreras construidos a propósito, en contraposición a los coches deportivos legales de calle o supercoches, y todo el contenido se produce utilizando una combinación de datos de escaneo láser, datos CAD, muestras de audio en vivo y miles de fotografías para ser una reproducción digital lo más fiel posible dentro de sus medios.
Desde el 4 de diciembre de 2018, iRacing ofrece un ciclo día-noche, ofreciendo carreras más dinámicas debido, por ejemplo, a los impactos de la temperatura y a la vista limitada por la noche.
El 18 de octubre de 2016, se anunció una asociación con Ferrari. El primer coche que se lanzará será el Ferrari 488 GTE de 2016.
Los desarrolladores han establecido numerosas asociaciones con organizaciones y series de carreras del mundo real, incluyendo NASCAR, IndyCar, el Campeonato de Supercoches, la SCCA, la Escuela de Carreras Skip Barber, la Copa Volkswagen Jetta TDI, la nueva Fórmula Renault 2.0, el Campeonato Star Mazda, la Serie de Resistencia Blancpain y el McLren F1. Las categorías de vehículos disponibles incluyen coches de ruedas abiertas como los de Fórmula 1 como el McLaren-Honda MP4-30, muchos coches de serie americanos como los utilizados en la serie NASCAR, los V8 Supercars australianos, varios coches GT3 utilizados en la serie Blancpain como el Audi R8 LMS GT3, entrenadores como el Skip Barber o Legends Ford, coches deportivos como el Ford Mustang FR500 y prototipos como el Corvette Daytona Prototype.
En el servicio se dispone de una variedad de pistas para apoyar las competiciones de la diversa selección de automóviles, como las pistas clásicas de los grandes premios, como el Autódromo José Carlos Pace y el Autodromo Nazionale di Monza, todo el complemento de las principales pistas ovaladas de la NASCAR, como el Daytona International Speedway, y una variedad de pistas ovaladas cortas, como Lanier y el Indianapolis Raceway Park.

### Carreras en pistas de tierra (Dirt track racing)
El 1 de abril de 2016, los desarrolladores lanzaron una actualización del juego que introdujo las carreras en pistas de tierra. El parche incluía nuevos vehículos como Dirt Super Late Model, Dirt Sprint y Dirt Street. Además, los desarrolladores adquirieron licencias de Eldora Speedway, Volusia Speedway Park y Williams Grove Speedway. Estos tres circuitos, junto con una versión revisada y sucia del USA International Speedway se convirtieron en los cuatro circuitos de tierra de iRacing. Más tarde, la versión de tierra de Lanier Raceplex y Knoxville Raceway estuvo disponible.
También a principios de 2017, iRacing anunció su asociación con el United States Auto Club y World of Outlaws, dos de los principales organismos sancionadores de las carreras en pistas de tierra de Norteamérica.

## Suscripción y operación
Las carreras sólo se pueden jugar en línea en los servidores de iRacing.com, y la participación requiere una suscripción al servicio. Los coches y pistas adicionales están sujetos a cargos únicos adicionales. A partir de mayo de 2020, el paquete de suscripción incluye un conjunto de 18 pistas de carreras con 30 configuraciones disponibles, una pista de derrape ficticia (llamada Circuito Centrípeto en el juego), y más de 18 coches con los que practicar y correr.

## Recepción
Racing.com fue lanzado al público el 26 de agosto de 2008. Para julio de 2009, más de 16.000 personas se habían suscrito al servicio. La compañía dijo que había 50.000 miembros en diciembre de 2013.
Racing.com ha recibido críticas favorables de revistas de automóviles, carreras y juegos, así como de sitios web dedicados a simuladores de carreras. El servicio también ha sido criticado por no incluir todavía las características que se encuentran a menudo en otros simuladores de carreras, como la lluvia y el modelado más avanzado de daños visuales. PC Gamer declaró que el juego "no es del gusto de todos", mientras que GameStar, en 2009, concluyó que "los gráficos dan la impresión de una beta inacabada, pero al menos el ambiente entre los jugadores es siempre amistoso".